# Dianthus angrenicus
Dianthus angrenicus är en nejlikväxt som beskrevs av Aleksei Ivanovich Vvedensky.

## Beskrivning
Dianthus angrenicus ingår i släktet nejlikor, och familjen nejlikväxter.
Inga underarter finns listade i Catalogue of Life.

## Habitat[4]
- Kyrgyzstan, 1 växtställe, 1962
- Uzbekistan, på 8 platser 1954–1959

## Etymologi
- Släktnamnet Dianthus härleds från grekiska Διός, Dios (ett alternativt namn till guden Zeus) och ἀνθός, anthos = blomma. Betydelsen blir sålunda Zeus blomma. I överförd bemärkelse kan det även förstås som gudomlig blomma.

Detta var ett namn, som användes för en växt i antiken, redan 300 år före vår tideräkning.